# Yuhina everetti
La yuhina de Borneo (Yuhina everetti) es una especie de ave paseriforme de la familia Zosteropidae endémica de la isla de Borneo. Su nombre científico conmemora al administrador colonial británico y naturalista Alfred Hart Everett.

## Distribución y hábitat
Se encuentra únicamente en las selvas de montaña de Borneo, desde el noreste hasta el interior de la isla, distribuida por Brunéi, Indonesia y Malasia. 